# Hiptage luzonica
Hiptage luzonica är en tvåhjärtbladig växtart som beskrevs av Merrill. Hiptage luzonica ingår i släktet Hiptage och familjen Malpighiaceae. Inga underarter finns listade i Catalogue of Life.